# Joseph Hornecker
Joseph Hornecker, né le 12 octobre 1873 à Strasbourg et mort le 21 octobre 1942 à Nice, est un architecte nancéien. Il a fait partie du courant de l'École de Nancy.

## Biographie
Joseph Hornecker est né à Neudorf, un faubourg de Strasbourg, en 1873,. Alors établi à Belfort, il est naturalisé français en 1893.
Il effectue ses études au sein de l'atelier Pascal de l'école des Beaux-Arts de Paris. Diplômé en 1899, il s'installe ensuite à Nancy dans l'atelier d'Henri Gutton avec qui il réalise des bâtiments art nouveau pour le parc de Saurupt. Son style évolue ensuite vers le régionalisme.
Il meurt en 1942 à Nice,.

## Quelques réalisations
- Villa Marguerite, 1903-1905
- Maison Geschwindenhamer, 1905
- Maison Houot, 1907
- Immeuble Margo, avec Henri Gutton et Eugène Vallin, 86 rue Stanislas, 1906
- Agrandissement de la loge du concierge du parc de Saurupt, 1910
- Succursale des Magasins Réunis d'Épinal[3]
- Construction de l'Opéra de Nancy, 1919
- Villa, 1 rue des Brice, Nancy, 1904, réalisée avec Henri Gutton, avec des vitraux de Jacques Gruber et Joseph Janin, démolie en 1975[3]
- Hôtel particulier de Paul Luc, 27 rue de Malzéville, 1905, en collaboration avec Henri Gutton, détruit en 1968[3]
- village de Leintrey
- d’autres réalisations[6]